# Kniaź-Bor
Kniaź-Bor (biał. Князь-Бор; ros. Князь-Бор, Kniaź-Bor) – wieś na Białorusi, w obwodzie homelskim, w rejonie żytkowickim, w sielsowiecie Ludzieniewicze.
Położona jest przy Rezerwacie Krajobrazowym Środkowa Prypeć.